# Philoponella truncata
Philoponella truncata är en spindelart som först beskrevs av Tord Tamerlan Teodor Thorell 1895.  Philoponella truncata ingår i släktet Philoponella och familjen krusnätsspindlar. Inga underarter finns listade i Catalogue of Life.